# Дворников, Георгий Тимофеевич
Георгий Тимофеевич Дворников (1923—1974) — Гвардии подполковник Советской Армии, участник Великой Отечественной войны, Герой Советского Союза (1944).

## Биография
Георгий Дворников родился 1 декабря 1923 года в деревне Андреевка (ныне — Чернский район Тульской области) в семье крестьянина. Окончил неполную среднюю школу и аэроклуб в Туле. В 1941 году Дворников был призван на службу в Рабоче-крестьянскую Красную Армию. В 1942 году он окончил Молотовскую военную авиационную школу пилотов. С марта 1943 года — на фронтах Великой Отечественной войны. Принимал участие в боях на Воронежском, 1-м, 2-м и 3-м Украинских фронтах. Участвовал в Курской битве, Сумско-Прилуцкой операции, битве за Днепр, Киевской наступательной и оборонительной операциях 1943 года, Житомирско-Бердичевской, Корсунь-Шевченковской, Проскуровско-Черновицкой, Львовско-Сандомирской операциях.
К августу 1944 года гвардии старший лейтенант Георгий Дворников был заместителем командира и штурманом эскадрильи 167-го гвардейского штурмового авиаполка 10-й гвардейской штурмовой авиадивизии 2-й воздушной армии 1-го Украинского фронта. К тому времени он совершил 161 боевой вылет на воздушную разведку, штурмовку скоплений живой силы и боевой техники, оборонительных и артиллерийских позиций, транспортных коммуникаций противника, нанеся ему большой урон.
Указом Президиума Верховного Совета СССР от 26 октября 1944 года за «мужество и героизм, проявленные при нанесении штурмовых ударов по противнику» гвардии старший лейтенант Георгий Дворников был удостоен высокого звания Героя Советского Союза с вручением ордена Ленина и медали «Золотая Звезда» за номером 4866.
В дальнейшем участвовал в Ясско-Кишинёвской операции, освобождении Румынии, Югославии, Венгрии. После окончания войны Дворников продолжил службу в Советской Армии. В 1957 году он окончил Военно-воздушную академию. В 1970 году в звании подполковника Дворников был уволен в запас. Проживал в Тамбове, работал инструктором в местном ДОСААФ. Умер 31 декабря 1974 года.
Военный лётчик-инструктор 1-го класса. Был награждён тремя орденами Красного Знамени, орденами Отечественной войны 2-й степени и Красной Звезды, рядом медалей.